# 1904 Building
Das 1904 Building (auch Roxy's Place oder Sandilands Building) ist ein historisches Bauwerk in der Kimbolton Road 61–69 im neuseeländischen Feilding. Es wurde am 2. Juli 1982 vom New Zealand Historic Places Trust unter Nummer 5490 als Historic Place Category II eingestuft.
Das Gebäude wurde 1904 als Ladengeschäft errichtet.